# Apex Oil Field
Apex Oil Field es una localidad de Trinidad y Tobago, que forma parte de la región de Siparia.

## Geografía
La localidad abarca parte de la isla Trinidad y limita al norte con Gheerahoo, Delhi Settlement y Fyzabad, al sur con Bennet Village, Jacob Village y Sudama Village, al este con Thick Village y Robert Hill-Siparia y al oeste con Forest Reserve.

## Demografía
Datos demográficos de la localidad de Apex Oil Field:
| Gráfica de evolución demográfica de Apex Oil Field entre 2000 y 2011 |
|                                                                      |